# Acronicta pepli
Acronicta pepli är en fjärilsart som beskrevs av Jacob Hübner 1818. Acronicta pepli ingår i släktet Acronicta och familjen nattflyn. Inga underarter finns listade i Catalogue of Life.